# Латрункулин A
Латрункулин A (англ. Latrunculin A) — органическое соединение, токсин группы латрункулинов из морской губки Latrunculia magnifica. Используется в клеточной биологии в качестве ингибитора актиновой полимеризации, блокирующего образование микрофиламентов.

## Свойства
Растворим в диметилсульфоксиде и этаноле.

## См.также
- Латрункулин B
- Латрункулины